# 2024
2024 (MMXXIV) je bilo prestopno leto, ki se je po gregorijanskem koledarju začelo na ponedeljek.
Generalna skupščina Združenih narodov je leto 2024 razglasila za mednarodno leto kamel, Vlada Republike Slovenije za Maistrovo leto ob 150. obletnici rojstva in 90. obletnici smrti generala in pesnika Rudolfa Maistra, Mestna občina Krško za Josipinino leto ob 200. obletnici rojstva Josipine Hočevar. V tem letu se je po svetu zvrstilo več kot 40 volitev, od tega so volitve potekale v sedmih izmed deset najbolj naseljenih držav.

## Dogodki

### Januar–marec
- 1. januar –
  - Slovenija je nastopila dveletni mandat nestalne članice Varnostnega sveta ZN.
  - Uradno je prenehala obstajati Republika Arcah, Gorski Karabah je priključen Azerbajdžanu.[5]
  - Mednarodnemu gospodarskemu združenju BRICS so se pridružili Egipt, Etiopija, Iran, Saudova Arabija in Združeni Arabski Emirati.[6]
  - Potres z močjo 7,5 MW z epicentrom pred obalo Japonskega morja je prizadel japonsko prefekturo Išikava in zahteval 50 žrtev.[7]
- 2. januar – Letalo Airbus A350 na letu 516 družbe Japan Airlines je med pristajanjem na letališču Haneda v Tokiu trčilo v letalo japonske obalne straže in zgorelo.[8]
- 14. januar – Danska kraljica Margareta II. je po 52 letih vladavine odstopila in prestol prepustila sinu kronskemu princu Frideriku, ki bo kronan kot Friderik X.[9]
- 19. januar – Japonska je kot peta država izvedla mehak pristanek na Luni, s sondo SLIM.[10]
- 26. januar – Izraelsko-palestinski konflikt: Meddržavno sodišče je razsodilo, da mora Izrael preprečiti genocidna dejanja v Gazi, ni pa odredilo ustavitve vojaške operacije.[11]
- 22. februar – Pristajalni modul Odysseus v sklopu ameriške robotske odprave IM-1 je izvedel prvi komercialni pristanek na Luni in prvega ameriškega od leta 1972.[12]
- 29. februar – Izraelsko-palestinski konflikt: izraelska vojska je streljala v množico Palestincev, ki so čakali na humanitarno pomoč v Gazi, in ubila več kot 100 ljudi; v tem času je število palestinskih žrtev konflikta preseglo 30.000.[13]
- 5. marec – Gradbeniki so prebili drugo cev avtocestnega predora Karavanke, v gradnji od leta 2018.[14]
- 7. marec – Švedska je postala članica zveze NATO.[15]
- 25. marec – Izraelsko-palestinski konflikt: Varnostni svet Združenih narodov je z resolucijo 2728 zahteval takojšnjo prekinitev ognja v Gazi za čas Ramazana, izpustitev vseh talcev in zagotovitev dostopa humanitarne pomoči.[16]

### April–junij
- 1. april – Izrael je izvedel raketni napad na iranski konzulat v Damasku in ubil 16 oseb.[17]
- 3. april – potres z magnitudo 7,4 Mw je prizadel mesto Hualien z okolico ob vzhodni obali Tajvana.[18]
- 13. april – Iranska Vojska stražarjev islamske revolucije z zavezniki je izvedla napad z raketami in brezpilotnimi letalniki na Izrael kot povračilo za izraelsko raketiranje iranskega veleposlaništva v Damasku.[19]
- 7.–11. maj – V Malmöju na Švedskem je potekalo 68. tekmovanje za Pesem Evrovizije.[20]
- 10. maj – Zemljo je dosegel najmočnejši Sončev vihar v 20 letih in povzročil geomagnetno motnjo, zaradi katere je bil severni sij viden na mnogo nižjih zemljepisnih širinah kot običajno.[21]
- 19. maj – V nesreči helikopterja na severovzhodu Irana so umrli iranski predsednik Ebrahim Raisi, zunanji minister Hosein Amir-Abdolahian in ostalih sedem potnikov.[22]
- 23. maj – V Rogaški Slatini so odprli razgledni stolp Kristal, ob izgradnji najvišjo stavbo v Sloveniji.[23]
- 24. maj – Izraelsko-palestinski konflikt: Meddržavno sodišče je sprejelo odločitev, da mora Izrael nemudoma prekiniti vojaško ofenzivo in vsa druga dejanja na območju Rafe v Gazi.[24]
- 30. maj – Nekdanji ameriški predsednik Donald Trump je bil na okrožnem sodišču na Manhattnu obsojen ponarejanja poslovnih zapisov v povezavi s plačili pornoigralki Stormy Daniels za prikrivanje njune afere, kot prvi ameriški predsednik v zgodovini, ki je bil obsojen za kaznivo dejanje.[25]
- 6.–9. junij – Redne volitve poslancev v Evropski parlament.[26]
- 9. junij – V Sloveniji so poleg volitev poslancev iz Slovenije v Evropski parlament volivci odločali še na treh posvetovalnih referendumih: o rabi konoplje, o prostovoljnem končanju življenja in o preferenčnem glasu.[27]
- 14. junij–14. julij – V Nemčiji je potekalo 17. Evropsko prvenstvo v nogometu, na katerega se je prvič po 24 letih uvrstila tudi slovenska reprezentanca.[28]
- 25. junij – Aktivist Julian Assange je po dogovoru z ameriškim tožilstvom priznal krivdo za objavo zaupnih dokumentov na portalu WikiLeaks in končal 14-letno pravno bitko zaradi razkritja spornih dejanj ameriške vojske v Afganistanu ter Iraku.[29]

### Julij–september
- 1.–9. julij – Orkan Beryl, najzgodnejši zabeleženi atlantski orkan pete stopnje v zgodovini,[30] je dosegel naseljene otoke Karibov in povzročil vsesplošno razdejanje.[31]
- 14. julij – Neuspešen poskus atentata na nekdanjega ameriškega predsednika Donalda Trumpa.[32]
- 19. julij – Napaka pri posodabljanju varnostne programske opreme CrowdStrike Falcon je onesposobila na Microsoft Windows temelječe računalniške sisteme številnih podjetij in drugih organizacij po vsem svetu.[33]
- 26. julij–11. avgust – V Parizu so potekale 33. poletne olimpijske igre.[34]
- 31. julij – Ruska zakonca, Artem Dulcev in Ana Dulceva, sta bila na ljubljanskem okrožnem sodišču obsojena vohunstva in izgnana iz Slovenije[35] ter nekaj dni kasneje vključena v mednarodno izmenjavo zapornikov z Rusijo.[36]
- 6. avgust – Rusko-ukrajinska vojna: ukrajinska vojska je vdrla v Kursko oblast na zahodu Rusije in se spopadla s tamkajšnjimi ruskimi silami.[37]
- 12. september – V sklopu odprave Polaris Dawn ameriškega podjetja SpaceX je bil izveden prvi komercialni vesoljski sprehod v zgodovini in najvišja orbita od programa Apollo dalje.[38]
- 17.–18. september – Zaradi eksplozij pozivnikov in voki-tokijev, ki so jih uporabljali pripadniki gibanja Hezbolah in zdravniško osebje, je umrlo 32 ljudi, več kot 3200 je bilo ranjenih. Eksploziv naj bi vanje namestili izraelski agenti.[39]
- 23. september – V najbolj krvavem dnevu konflikta med Hezbolahom in Izraelom od leta 2006 je umrlo 569 ljudi, 1835 pa je bilo ranjenih med izraelskimi letalskimi napadi na ozemlju Libanona.[40]
- 26. september – Orkan Helene, najsmrtonosnejši atlantski orkan od leta 2017, je dosegel Florido in zahteval vsaj 130 žrtev.[41]
- 27. september – Izraelsko vojno letalstvo je izvedlo bombni napad na sedež Hezbolaha v predmestju Bejruta, v katerem je umrl vodja gibanja Hasan Nasrala.[42][43]
- 30. september – Združeno kraljestvo je kot prva država iz skupine G7 prenehala proizvajati električno energijo iz premoga, po 142 letih od začetka.[44]

### Oktober–december
- 1. oktober – Izraelske obrambne sile so začele z invazijo na ozemlje južnega Libanona in zaostrile konflikt s Hezbolahom, v odgovor je Iran izvedel raketni napad na Izrael.[45]
- 19. oktober – V Ljubljani se je začela obnova in nadgradnja glavne železniške postaje, enega najpomembnejših vozlišč slovenske železnice.[46]
- 30. oktober – Silovito neurje je prizadelo jugovzhod Španije, predvsem Valencijsko skupnost, kjer je v katastrofalnih poplavah umrlo več kot 150 ljudi.[47]
- 5. november – Na 60. volitvah predsednika Združenih držav Amerike je zmagal nekdanji predsednik, poslovnež Donald Trump.[48]
- 20. november – Izraelsko-palestinski konflikt: Mednarodno kazensko sodišče je izdalo nalog za aretacijo izraelskega premierja Benjamina Netanjahuja in nekdanjega obrambnega ministra Joava Galanta ter voditelja Hamasa Ibrahima Al-Masrija zaradi obtožb o vojnih zločinih in zločinih proti človeštvu.[49]
- 27. november – Izrael in Libanon sta sklenila premirje s 60-dnevnim prehodnim obdobjem.[50]
- 30. november – Sirska državljanska vojna: protivladni uporniki so v bliskoviti ofenzivi prevzeli nadzor nad strateško pomembnim mestom Alep.[51]
- 8. december – Sirska državljanska vojna: protivladne islamistične skupine so z zavzetjem Damaska strmoglavile režim sirskega predsednika Bašarja al Asada, ki je z družino prebegnil v Rusijo.[52]

## Smrti

### Januar
- 5. januar – Mário Zagallo, brazilski nogometaš in nogometni trener (* 1931)[53]
- 7. januar – Franz Beckenbauer, nemški nogometaš in nogometni trener (* 1945)[54]
- 15. januar – Jožica Puhar, slovenska političarka, sociologinja in diplomatka (* 1942)[55]
- 17. januar – Jurij Souček, slovenski dramski igralec (* 1929)[56]
- 18. januar – Stanko Kristl, slovenski arhitekt (* 1922)[57]
- 20. januar – Norman Jewison, kanadski režiser in producent (* 1926)[58]
- 22. januar –
  - Arno Allan Penzias, ameriški fizik, nobelovec (* 1933)[59]
  - Gigi Riva, italijanski nogometaš (* 1944)[60]

### Februar
- 3. februar – Janez Lajovic, slovenski arhitekt (* 1932)[61]
- 4. februar – Kurt Hamrin, švedski nogometaš (* 1934)[62]
- 6. februar – Seidži Ozava, japonski dirigent (* 1935)[63]
- 9. februar – Robert Badinter, francoski pravnik in politik (* 1928)[64]
- 11. februar – Kelvin Kiptum, kenijski atlet (* 1999)[65]
- 14. februar – Bogdan Povh, slovenski fizik (* 1932)[66]
- 16. februar – Aleksej Navalni, ruski politik in aktivist (* 1976)[67]
- 20. februar – Andreas Brehme, nemški nogometaš (* 1960)[68]

### Marec
- 1. marec – Akira Torijama, japonski stripar (* 1955)[69]
- 8. marec – Herbert Kroemer, nemško-ameriški fizik, nobelovec (* 1928)[70]
- 14. marec – Frans de Waal, nizozemski primatolog in etolog (* 1948)[71]
- 26. marec – Slađana Milošević, srbska pevka (* 1955)[72]
- 27. marec – Daniel Kahneman, izraelsko-ameriški ekonomist, nobelovec (* 1934)[73]
- 29. marec – Louis Gossett Jr., ameriški igralec (* 1936)[74]

### April
- 3. april – Veljko Bulajić, črnogorsko-hrvaški filmski režiser (* 1928)[75]
- 8. april – Peter Ware Higgs, škotski fizik, nobelovec (* 1929)[76]
- 10. april – O. J. Simpson, ameriški igralec ameriškega nogometa (* 1947)[77]
- 23. april – Jukio Kasaja, japonski smučarski skakalec in trener (* 1943)[78]

### Maj
- 2. maj – Manca Košir, slovenska novinarka in publicistka (* 1948)[79]
- 5. maj –
  - Bernard Hill, angleški igralec (* 1944)[80]
  - César Luis Menotti, argentinski nogometaš in trener (* 1938)[81]
- 9. maj – Roger Corman, ameriški filmski režiser, producent in igralec (* 1926)[82]
- 13. maj – Alice Munro, kanadska pisateljica, nobelovka (* 1931)[83]
- 19. maj – Ebrahim Raisi, iranski politik (* 1960)[22]

### Junij
- 3. junij – Brigitte Bierlein, avstrijska pravnica in političarka (* 1949)[84]
- 7. junij – William Anders, ameriški astronavt, inženir in poslovnež (* 1933)[85]
- 11. junij – Françoise Hardy, francoska pevka (* 1944)[86]
- 18. junij – Anouk Aimée, francoska igralka (* 1932)[87]
- 20. junij – Donald Sutherland, kanadski igralec (* 1935)[88]
- 21. junij – Marko Ilešič, slovenski pravnik (* 1947)[89]

### Julij
- 1. julij – Ismail Kadare, albanski pisatelj, pesnik, scenarist in dramatik (* 1936)[90]
- 13. julij – Shannen Doherty, ameriška igralka (* 1971)[91]
- 16. julij – Anita Ogulin, slovenska humanitarka (* 1954)[92]
- 22. julij – John Mayall, angleški rock in blues glasbenik (* 1933)[93]
- 28. julij – Tihomir Pinter, slovenski fotograf (* 1938)[94]
- 31. julij – Ismail Hanija, palestinski politik (* 1962 ali 1963)[95]

### Avgust
- 4. avgust – Tsungdao Lee, kitajsko-ameriški fizik, nobelovec (* 1926)[96]
- 5. avgust – Barbara Verdnik, slovenska novinarka in urednica (* 1957)[97]
- 9. avgust – Susan Wojcicki, ameriška poslovnica (* 1968)[98]
- 15. avgust – Lars Björn, švedski hokejist (* 1931)[99]
- 18. avgust – Alain Delon, francoski igralec (* 1935)[100]

### September
- 4. september – Bora Đorđević, srbski glasbenik (* 1952)[101]
- 9. september – James Earl Jones, ameriški igralec (* 1931)[102]
- 27. september – 
  - Hasan Nasrala, libanonski klerik in politik (* 1960)[103]
  - Maggie Smith, britanska igralka (* 1934)[104]
- 30. september – Kris Kristofferson, ameriški country glasbenik in igralec (* 1936)[105]

### Oktober
- 7. oktober – Johan Neeskens, nizozemski nogometaš in trener (* 1951)[106]
- 16. oktober – Jahja Sinvar, palestinski vojaški voditelj in politik (* 1962)[107]
- 17. oktober – Andrew V. Schally, poljsko-ameriški endokrinolog, nobelovec (* 1926)[108]
- 28. oktober – Paul Morrissey, ameriški filmski režiser (* 1938)[109]

### November
- 3. november – Quincy Jones, ameriški glasbeni producent (* 1933)[110]
- 11. november – Frank Auerbach, nemško-britanski slikar (* 1931)[111]

### December
- 1. december – Vinci Vogue Anžlovar, slovenski filmski režiser (* 1963)[112]
- 17. december – Rik Van Looy, belgijski kolesar (* 1933)[113]
- 29. december – Jimmy Carter, ameriški častnik in politik, nobelovec (* 1924)[114]

## Nobelove nagrade
- fizika: John Hopfield in Geoffrey Hinton
- fiziologija ali medicina: Victor Ambros in Gary Ruvkun
- kemija: David Baker, Demis Hassabis in John M. Jumper
- književnost: Han Kang
- mir: Nihon Hidankjo
- ekonomija: Daron Acemoglu, Simon Johnson in James A. Robinson